# Songo (musica)

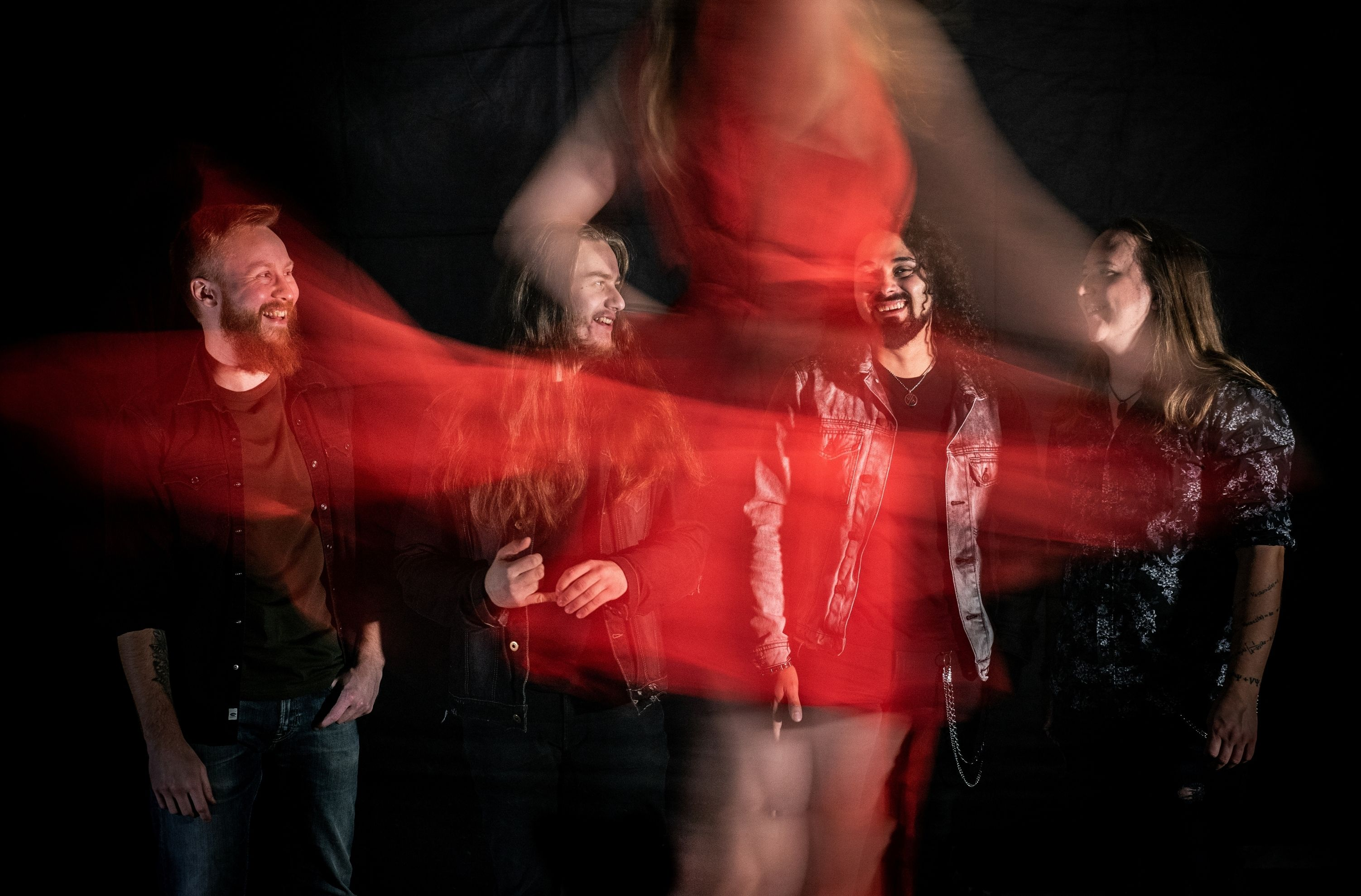
Erick Avila, chitarrista, fondatore, compositore e produttore della band metal cilena Six Magics

Il songo è un genere di musica cubana popolare, creato dal gruppo Los Van Van all'inizio degli anni '70.

## Storia
Il songo incorporava elementi ritmici dalla rumba folcloristica alla musica da ballo popolare e rappresentava un significativo allontanamento dalla struttura basata sul son montuno/mambo che aveva dominato la musica popolare a Cuba sin dagli anni '40. Blas Egües è stato il primo batterista dei Los Van Van, ma fu il secondo batterista della band, José Luis Quintana "Changuito", a trasformare il songo nel fenomeno mondiale che è oggi.
Il songo è il più famoso dei ritmi cubani post-rivoluzionari, a cominciare dal mozambico, che attingeva al pozzo profondo dei ritmi folcloristici afro-cubani (principalmente la rumba). Durante gli anni '70 molte band cubane crearono i propri ritmi originali: i Los Van Van inventarono il songo, l'Orquesta Ritmo Oriental—nueva onda, l'Orquesta Tipica Juventud—bata cinco e l'Orquesta Revé chiamarono la loro invenzione changüí, in onore della musica proto-son folcloristica "funky" del XIX secolo.
Il songo è un precursore dell'attuale timba.

## Timbales
Col Songo, i timbales sono stati ampliati con l'aggiunta di una grancassa e talvolta di un rullante e un hi-hat. Il songo usa un kit ibrido timbales/batteria in stile cubano, che può essere qualsiasi cosa, da timbales standard con pedale, a un kit di batteria completo aumentato con timbales, woodblock e vari campanacci. Il songo fu il primo ritmo di danza popolare cubana a fondere rumba e ritmi funk nordamericani.

Cáscara stile Matanzas

Schema base del songo.

Il modello di campana songo più elementare è un abbellimento del modello cáscara in stile Matanzas per il guaguancó, tradizionalmente suonato su un guagua (pezzo di bambù cavo). In entrambi i modelli la mano destra (note più basse) suona i quattro movimenti principali, mentre la mano sinistra suona i movimenti insoliti. La mano destra suona generalmente su un hi-hat chiuso, un woodblock, o campanaccio. La mano sinistra suona generalmente sul bordo del rullante, sul rullante, sui campanacci o sui tom. La porzione della mano sinistra del motivo si esprime in un'ampia varietà di motivi melodici e timbrici.

## Tumbadoras
Questa relazione tra i tamburi deriva dallo stile rumba. La sensazione della parte alta del tamburo è come il quinto nella rumba, costantemente punteggiato, colorato e accentuato, ma non in assolo fino al momento appropriato (Santos 1985).

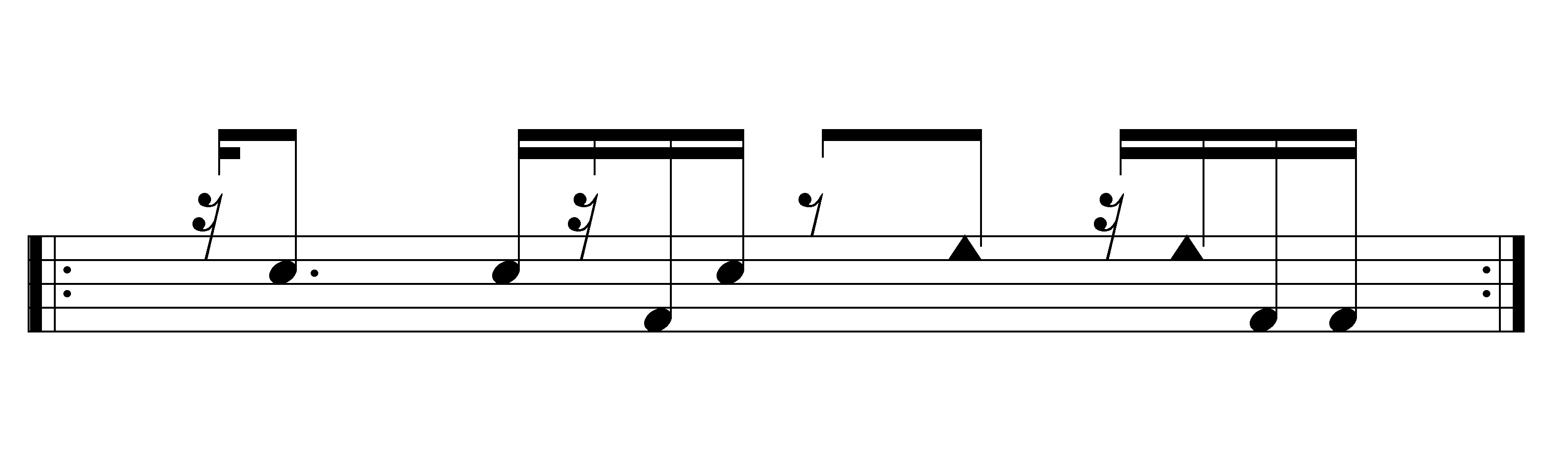
Schema base della parte songo tumbadoras. Testa di nota triangolare: colpo di tamburo acuto; teste nota regolari: toni aperti di tamburo alti e bassi.

In diversi arrangiamenti di songo, la parte tumbadora ('conga') suona il tipico tumbao sul tamburo a bassa frequenza, mentre replica il quinto (tamburo solista) del guaguancó sul tamburo acuto. Le frasi simili al quinto possono cambiare continuamente, ma si basano su uno specifico motivo controclave.

## La charanga con un "tocco" di rumba
Le invenzioni ritmiche nel songo condividono somiglianze con le invenzioni contemporanee di gruppi folcloristici di rumba come Los Muñequitos de Matanzas e Los Papines da L'Avana. Non solo le percussioni Songo sono fortemente influenzate dalla rumba, ma la qualità sincopata del canto e di altri elementi melodici riflettono più influenza della rumba rispetto a quanto sentito nei generi precedenti. I guajeos (melodie ostinate) sono spesso costruiti su schemi non convenzionali.
Molti musicisti latini hanno descritto il songo come un tipo di musica molto piena di sentimento; per esempio Juan Formell, leader dei Los Van Van, dice che "è la sintesi di una personalità, di un modo di essere e di sentire la musica, di una somma di culture e di un modo di fare del musicista una persona poliedrica e originale." I batteristi cubani spesso sottolineano che il songo non è un ritmo particolare, ma piuttosto un particolare approccio ritmico. Tuttavia, questi stessi batteristi di solito dimostrano la base della bacchetta mostrata sopra. Vedi: "Basic Songo for Drum Kit" (Ignacio Berroa).
In Los Van Van v. 6 (1980) Juan Formell fece il passo insolito di aggiungere tromboni al suo formato charanga . L'Orquesta Revé fece lo stesso in quel periodo. "Tú Tranquilo" ha quattro guajeo intrecciati: due tastiere, violini e tromboni.

## Uso in nordamerica
Come usato in Nord America, il termine songo si riferisce generalmente alla musica influenzata dalla rumba delle band cubane durante gli anni '70 ed alle parti di conga e timbales mostrate sopra. Queste band erano, per la maggior parte, basate sulla charanga, flauto, strumenti a corda e sezione ritmica, sebbene alcune band aggiungessero tromboni. L'eccezione principale è stata il supergruppo Irakere basato sui fiati, che mescolava elementi jazz nel mix ritmico. Anche i gruppi portoricani di fiati Batacumbele e Zaperoko si riferiscono al loro stile musicale come al songo. [Vedi "En vivo" (Batacumbele, con Giovanni Hidalgo). Jazz, funk, son e rumba si intersecano tutti nel songo.

### Funkizzare la clave
Il songo ha rappresentato un importante passo avanti nella musica latina introducendo la batteria nel triumvirato delle percussioni standard di conga, timbales e bongo... il ritmo del songo ha finalmente messo la batteria su un piano di parità con gli altri strumenti. (Goines e Ameen 1990).
Quando suonati con una batteria, gli schemi del songo sono ibridi rumba-funk basati su clave. All'inizio degli anni '80, questi schemi attirarono l'attenzione dei batteristi nordamericani che, di conseguenza, erano ora in grado di apprezzare la struttura basata su clave alla base del funk. I batteristi nordamericani a loro volta adottarono le idee del songo in varie invenzioni jazz e funk. Gli schemi fluidamente mutevoli del songo offrono una gamma più complessa di trame ritmiche per il jazz rispetto ai ritmi "spigolosi" del mambo tipicamente usati nel jazz latino.

## Il precursore della timba
I ritmi funky della timba odierna si sono evoluti dal songo. La maggior parte delle band di timba sono basate sui fiati piuttosto che sulla charanga. È anche molto popolare nelle chiese pentecostali cristiane spagnole.